# San Giacomo di Rialto

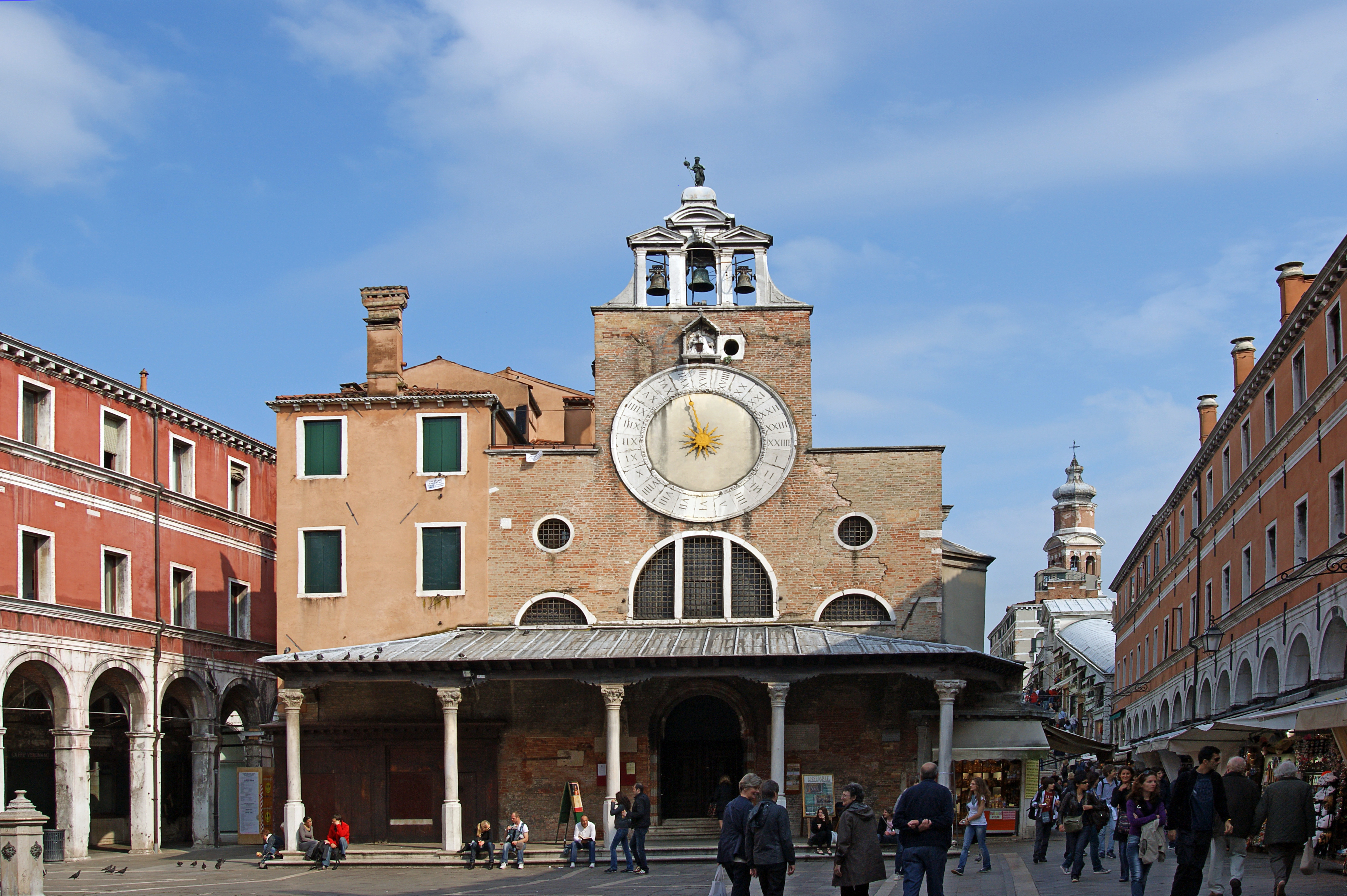
Außenansicht der Kirche

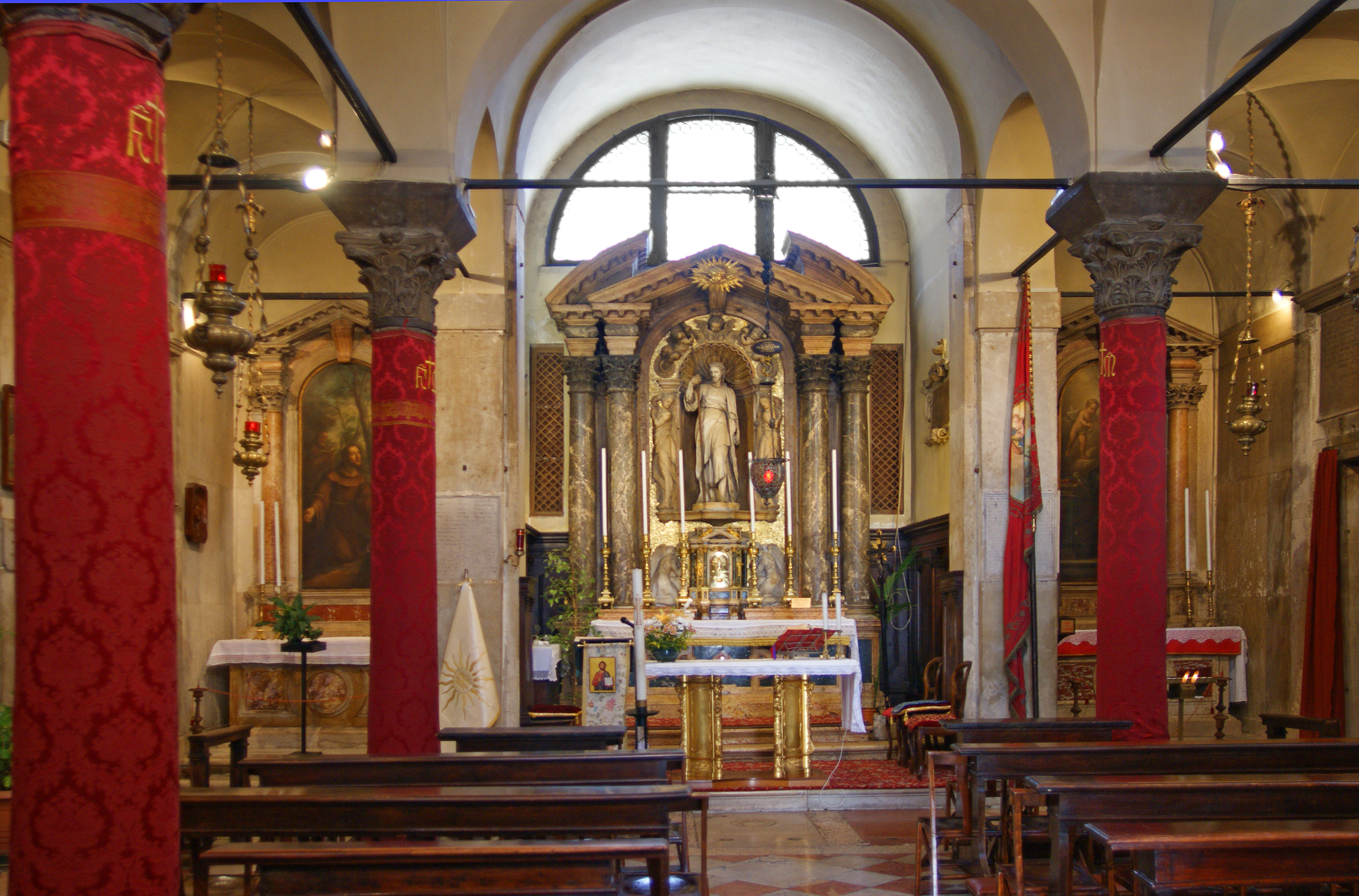
Innenansicht der Kirche

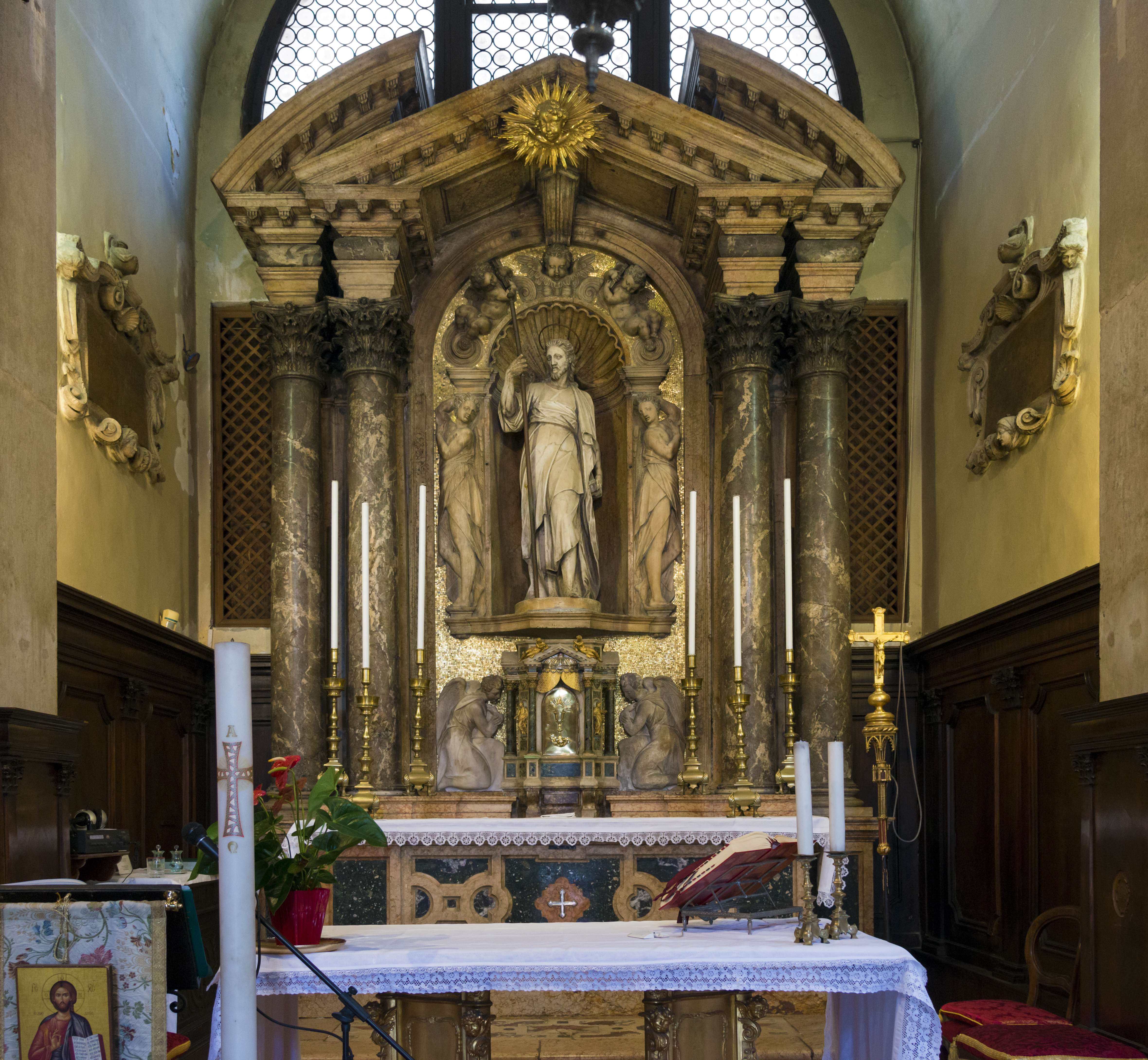
Jakobus von Alessandro Vittoria

San Giacomo di Rialto (San Giacometto), eine Kirche im Stadtteil San Polo von Venedig. Sie wurde im Hochmittelalter, vermutlich im späten 11. oder frühen 12. Jahrhundert, erbaut. In der Literatur der Renaissance galt sie jedoch als ein Bau aus der Spätantike und wurde als das Vorbild von San Marco angesehen. Mit der legendären Grundsteinlegung am 25. März 421 sollte nach der Vorstellung der Renaissance die Stadt Venedig gegründet worden sein.

## Geschichte
Verschiedene bauliche Maßnahmen sind seit dem 14. Jahrhundert überliefert. So sollte 1341 der mit Dachziegeln versehene Dachvorsprung oder -aufbau („revetenum coporum“) mit Regenrinnen versehen werden. Auch sollten beide Seiten der Loggia, die noch keine Rinnen aufwiesen, mit entsprechenden Regenrinnen ausgestattet werden. 1393 sollte der noch recht neue Glockenturm (campanile) eine neue Räderuhr erhalten, eine Schlaguhr mit Räderwerk, die als „orologio latino“ bezeichnet wurde. Sie sollte einen dreimal so großen Klöppel erhalten, wie das Vorgängermodell. 1394 erhielt die Kirche eine neue Glocke, die als Rialtina fortan mit ihrem Läuten Arbeitsbeginn und -ende in der ganzen Stadt anzeigen sollte. Schließlich sollte der Platz vor der Kirche neu gepflastert werden, zumal sich dort Händler, Adlige und Fremde trafen und sich aufhielten. Auch sollten die Reste des alten Campanile abgerissen werden, ebenso wie das officium ponderis (eine Art Eichamt) und die dortige Wechselstube (cambio), um eine schön gedeckte Halle zu errichten. So sollten sich die Besagten auch bei schlechtem Wetter versammeln und ihre Geschäfte betreiben können – zudem sollte der Platz in der berühmten (famosa) Stadt „schön“ (pulcher) und „groß“ und „geschmückt“ sein. 
Nach den Rialtobränden der Jahre 1531 und 1601 wurde die Kirche jeweils renoviert. Der heutige Bau ist ein die alte Disposition kopierender Neubau der mittelalterlichen Anlage aus dem Jahre 1601, in dem die Säulen der zerstörten Kirche wiederverwendet wurden. Dabei wurde zum Schutz vor Überschwemmungen der Boden deutlich angehoben. Verloren gingen dabei die reichen Mosaiken der Gewölbe, die in älteren Quellen noch belegt sind.
Die Kirche ist für die große Uhr aus dem 15. Jahrhundert bekannt, die sich über dem Eingang befindet. Von der Ausstattung sind ein Jakobus von Alessandro Vittoria und die Bronzestatue des  Antonius Eremita von Girolamo Campagna erwähnenswert, den die Goldschmiede gestiftet haben.